# .arpa
.arpa è un dominio di primo livello generico. È stato introdotto nel 1985 in seguito alla transizione della rete ARPANET al Domain Name System.
Il nome del dominio è un acronimo di Address and Routing Parameter Area, nonostante derivi originariamente da Advanced Research Projects Agency.
Nonostante il suo carattere temporaneo, ha mantenuto alcune funzionalità di infrastruttura che originariamente sarebbero dovute essere trasferite sotto il dominio .int.

## Domini di secondo livello
I domini di secondo livello sono gestiti da Internet Assigned Numbers Authority in cooperazione con l'Internet Architecture Board:
- 6tisch.arpa - IPv6 su Time Slotted Channel Hopping (IEEE 802.15.4)[7]
- as112.arpa - AS112[8]
- e164.arpa - corrispondenza numeri telefonici E.164 a URI[9]
- eap-noob.arpa - autenticazione Nimble Out-Of-Band per EAP[10]
- home.arpa[11]
- in-addr.arpa, in-addr-servers.arpa, ip6.arpa e ip6-servers.arpa - risoluzione DNS inversa per IPv4 e IPv6[12][13][14]
- ipv4only.arpa - DNS64[15]
- iris.arpa - Internet Registry Information Service[16]
- ns.arpa[17]
- resolver.arpa
- uri.arpa e urn.arpa - risoluzione di URI e Uniform Resource Name tramite Dynamic Delegation Discovery System (DDDS)[18][19]